# Valdejalón
Valdejalón  es una comarca española situada en el centro-oeste de la provincia de Zaragoza, en la comunidad autónoma de Aragón. Tiene una extensión de 938,8 km² y una población aproximada de 30.377 habitantes (INE 2024). La comarca debe su nombre a su localización en el valle medio y bajo del río Jalón, afluente del Ebro.
La capital comarcal es La Almunia de Doña Godina, una villa que contaba con 7.937 habitantes según datos del INE de 2024. El nombre del municipio proviene del término árabe almúnya (‘huerto’), al que se añadió el nombre de una antigua propietaria medieval, Doña Godina. La localidad ostenta los títulos de “Muy Noble y Fidelísima Villa”, concedidos por el rey Felipe V.
La Almunia destaca también por su función educativa, ya que acoge la Escuela Universitaria Politécnica de La Almunia de Doña Godina (EUPLA), un centro adscrito a la Universidad de Zaragoza que cuenta con más de mil estudiantes y ofrece formación superior en ingeniería y arquitectura técnica.

## Etimología
El nombre Valdejalón se forma por la combinación del término arcaico castellano val o valde, que significa valle, y el nombre del río Jalón, que recorre la comarca de suroeste a noreste. Así, Valdejalón puede traducirse literalmente como valle del río Jalón.

## Municipios
La comarca engloba a los municipios de Almonacid de la Sierra, La Almunia de Doña Godina, Alpartir, Bardallur, Calatorao, Chodes, Épila, Lucena de Jalón, Lumpiaque, Morata de Jalón, La Muela, Plasencia de Jalón, Ricla, Rueda de Jalón, Salillas de Jalón, Santa Cruz de Grío y Urrea de Jalón.

## Geografía
La comarca de Valdejalón se encuentra en la zona centro-oeste de la provincia de Zaragoza, en la comunidad autónoma de Aragón, España. Ocupa una superficie aproximada de 938,8 km² y está atravesada de suroeste a noreste por el río Jalón, principal afluente del Ebro por su margen derecha.
Limita al norte con las comarcas de Zaragoza y Ribera Alta del Ebro, al oeste con Campo de Borja y Aranda, al sur con Campo de Cariñena y Campo de Daroca, y al este con Campo de Belchite.
El relieve está dominado por el valle medio del Jalón y presenta una combinación de terrenos fértiles en las vegas fluviales con zonas esteparias y montes bajos. Hacia el sur y suroeste se elevan los primeros estribos de la Cordillera Ibérica, mientras que al norte predominan formaciones más llanas propias de la Depresión del Ebro.
El clima es de tipo mediterráneo continentalizado, con inviernos fríos y veranos calurosos. Las precipitaciones son escasas, concentradas principalmente en primavera y otoño, con una media anual inferior a los 400 mm. Es frecuente el cierzo, un viento del noroeste característico del valle del Ebro, que influye en las condiciones agrícolas y climáticas de la comarca.

### Hidrografía y espacios naturales
Además del río Jalón, que vertebra la comarca, destacan sus afluentes como el río Grío y el río Perejiles. Las zonas de ribera permiten el cultivo intensivo de frutales, hortalizas y viñedo.
En cuanto a espacios naturales, aunque no existen figuras de protección a nivel de parque natural, la comarca incluye áreas de interés ecológico como:
- Las estepas del entorno de Ricla y La Muela, que forman parte del ecosistema estepario aragonés.
- Las formaciones yesíferas y cortados calizos de Morata de Jalón y Rueda de Jalón, de interés geológico y faunístico.
- Valle del Jalón: azudes de Michén y Arapiel, el meandro de Chodes y los “Ojos de Pontil" en Rueda de Jalón.
- Sierras de Vicort y Algairén: protegidas por la Red Natura 2000, con elevaciones como el Pico del Rayo (1 427 m)
- Algunas zonas próximas a la ZEPA del Planerón, aunque no dentro del término comarcal, están muy próximas.

Estas características hacen de Valdejalón un territorio de transición geográfica y bioclimática entre el valle del Ebro y la sierra ibérica, con una notable diversidad de paisajes.

## Historia
El territorio de la actual comarca de Valdejalón ha estado habitado desde tiempos prehistóricos, como atestiguan diversos yacimientos arqueológicos del Neolítico y la Edad del Bronce. Durante la época prerromana, la zona fue ocupada por pueblos celtíberos, especialmente los sedetanos, y se encontraba en una posición estratégica entre el valle del Ebro y las rutas hacia la Meseta.
Con la llegada de los romanos, el valle del río Jalón adquirió una gran importancia como vía de comunicación. El trazado de la Vía Augusta y el desarrollo de villae romanas en municipios como Épila o Calatorao testimonian una intensa romanización. Tras la caída del Imperio romano, el territorio pasó a manos visigodas y, posteriormente, musulmanas.
Durante el periodo andalusí, muchas localidades actuales surgieron o se consolidaron. El nombre de La Almunia de Doña Godina, por ejemplo, proviene del árabe *almunya*, que significa "huerto" o "granja". La reconquista cristiana del territorio se produjo en el siglo XII, bajo el reinado de Alfonso I el Batallador.
En la Edad Media y Edad Moderna, Valdejalón fue un área agrícola de gran importancia, con un notable desarrollo de regadíos y actividades vitivinícolas, especialmente en zonas como Ricla y Épila. La comarca también fue escenario de tensiones sociales durante la expulsión de los moriscos (1609), ya que muchos municipios contaban con una población morisca significativa.
Durante el siglo XIX, la comarca participó en la Guerra de la Independencia y en las Guerras Carlistas. En el siglo XX, la llegada del ferrocarril y la mejora de las comunicaciones favorecieron el desarrollo agrícola y la modernización de algunas localidades.
La delimitación administrativa actual se estableció oficialmente con la creación de la comarca de Valdejalón mediante la Ley 9/2002 de comarcalización de Aragón, aprobada por las Cortes de Aragón.

## Política
| Cargo                                                                                        | Nombre                                 | Ayuntamiento                          | Partido Político | Color |
| -------------------------------------------------------------------------------------------- | -------------------------------------- | ------------------------------------- | ---------------- | ----- |
| Presidente                                                                                   | Jesús Bazán Sanz                       | Alcalde de Épila                      | PSOE             |       |
| Secretaria                                                                                   | Marta Pascual Gonzalez                 | -                                     | -                |       |
| Interventora                                                                                 | Pilar Nogueras Aisa                    | -                                     | -                |       |
| Vicepresidente 1º: Consejero Delegado Cultura y Patrimonio Cultural                          | Juan Pedro Bartolomé Pérez             | Concejal de La Muela                  | CHA              |       |
| Vicepresidenta 2ª: Consejera Delegada Régimen Interior y Personal                            | Zita Piroska Chioreanu                 | Concejal de La Almunia de Doña Godina | PSOE             |       |
| Vicepresidente 3º: Consejero Delegado Economía, Hacienda y Fomento                           | David Felipe Lallana                   | Alcalde de Calatorao                  | PSOE             |       |
| Vicepresidenta 4ª: Consejera                                                                 | Mª Cristina Andrés Ostáriz             | Concejal de Morata de Jalón           | PSOE             |       |
| Consejera Delegada Acción Social y Educación                                                 | Cristina Pilar Berges Ramo             | Concejal de Urrea de Jalón            | PSOE             |       |
| Consejera Delegada Juventud e Infancia                                                       | Victoria Casas Pérez                   | Concejal de Calatorao                 | PSOE             |       |
| Consejero Delegado Deporte                                                                   | Adolfo Díez Va                         | Concejal de Épila                     | PSOE             |       |
| Consejero Delegado Administración Electrónica                                                | José María Julve Larraz                | Alcalde de Lucena de Jalón            | PSOE             |       |
| Consejera Delegada Desarrollo Rural Sostenible, Identidad Comarcal y Participación Ciudadana | Marina Lahuerta Iranzo                 | Concejal de Ricla                     | PSOE             |       |
| Consejera Delegada Turismo                                                                   | Mª Antonia Latienda Fernández-Acellana | Concejal de La Almunia de Doña Godina | CHA              |       |
| Consejero Delegado Protección Civil                                                          | Francisco Javier Pérez Santos          | Alcalde de Plasencia de Jalón         | PSOE             |       |
| Consejero Delegado Residuos                                                                  | Jesús Ramírez López                    | Concejal de Almonacid de la Sierra    | PSOE             |       |
| Consejero Delegado Tradiciones Populares                                                     | Víctor Manuel Almaluez Langarita       | Concejal de Bardallur                 | CHA              |       |
| Consejera Delegada Medio Ambiente                                                            | Miriam Ruiz Gracia                     | Concejal de La Muela                  | CHA              |       |
| Consejero                                                                                    | Agustín Cuartero Cabeza                | Concejal de Chodes                    | PSOE             |       |
| Consejero                                                                                    | Juan Diego Salvador Lausín             | Concejal de Alpartir                  | PSOE             |       |
| Consejero                                                                                    | Nicolás Javier Sánchez Arcega          | Concejal de Rueda de Jalón            | PSOE             |       |
| Consejero                                                                                    | Juan Carlos Ereza Crespo               | Alcalde de Salillas de Jalón          | PP               |       |
| Consejero                                                                                    | María de la O Rodríguez González       | Concejal de Lumpiaque                 | PP               |       |
| Consejero                                                                                    | José Miguel Echeverría Domínguez       | Concejal de Rueda de Jalón            | PP               |       |
| Consejero                                                                                    | Francisco José Correas Pérez           | Concejal de Urrea de Jalón            | PP               |       |
| Consejero                                                                                    | Delia Oltean                           | Concejal de La Almunia de Doña Godina | PP               |       |
| Consejero                                                                                    | Carlos Serrano Martín                  | Concejal de Calatorao                 | PP               |       |
| Consejero                                                                                    | Francisco Jesús Carnicer Melús         | Concejal de Ricla                     | PP               |       |
| Consejero                                                                                    | Mª Soledad Aured de Torres             | Concejal de La Muela                  | PP               |       |
| Consejero                                                                                    | María Del Pilar Echeverría García      | Concejal de Épila                     | PP               |       |
| Consejero                                                                                    | Rebeca Pilar Marcén Adiego             | Concejal de Plasencia de Jalón        | PP               |       |
| Consejero                                                                                    | Luis Coronado Cervigón                 | Concejal de Almonacid de la Sierra    | PP               |       |
| Consejero                                                                                    | Alejandro Aisa Lozano                  | Concejal de La Almunia de Doña Godina | PP               |       |
| Consejero                                                                                    | Carlos Rodrigo Domínguez               | Concejal de La Muela                  | VOX              |       |
| Consejero                                                                                    | Sara Ballesteros Navarro               | Concejal de La Almunia de Doña Godina | VOX              |       |
| Consejero                                                                                    | Carmen Pilar Lamuela Polo              | Concejal de Morata de Jalón           | CS               |       |
| Consejero                                                                                    | Juan José de Tierra Hernández          | Concejal de Morata de Jalón           | IU-GZ            |       |

| Elecciones 2023 | Elecciones 2023 | Elecciones 2023 | Elecciones 2023 | Elecciones 2023 |
| --------------- | --------------- | --------------- | --------------- | --------------- |
| Partido         | Votos           | % Votos         | Electos         | Consejeros      |
| PSOE            | 4691            | 37,00%          | 57              | 14              |
| PP              | 4335            | 34,19%          | 49              | 12              |
| CHA             | 1686            | 13,30%          | 13              | 5               |
| VOX             | 971             | 7,66%           | 4               | 2               |
| Cs              | 642             | 5,06%           | 4               | 1               |
| GANEMOS ZGZ     | 96              | 0,76%           | 1               | 1               |
| PAR             | 154             | 1,21%           | 0               |                 |
| FIA             | 83              | 0,65%           | 0               |                 |
| EXISTE          | 20              | 0,16%           | 0               |                 |
| Total           | 12.678          | 100%            | 128             | 35              |

## Economía
La Comarca de Valdejalón presenta una economía diversa y en transformación, donde conviven tradición agrícola, industria consolidada, comercio activo y una creciente apuesta por la innovación tecnológica. Municipios como La Almunia de Doña Godina, Épila, Calatorao, Ricla y La Muela desempeñan un papel estratégico en este entramado económico.
La agricultura sigue siendo uno de los pilares fundamentales, especialmente en zonas como Ricla y La Almunia, donde los cultivos de frutales y hortalizas no solo abastecen el mercado nacional, sino que también alimentan una industria agroalimentaria en expansión. Esta transformación agraria ha permitido generar empleo y valor añadido, con empresas que procesan, envasan y exportan productos de alta calidad.
En paralelo, la industria ha ganado peso en municipios como Épila, que alberga plantas auxiliares del sector del automóvil, y Calatorao, con tradición en la piedra ornamental y otras manufacturas. La Almunia, además de su papel agrícola, destaca por su tejido empresarial vinculado a la logística y la transformación de productos. El comercio local, especialmente en los núcleos urbanos, complementa esta estructura, ofreciendo servicios esenciales y dinamizando la vida económica comarcal.
Un elemento diferenciador en Valdejalón es la presencia de la Escuela Universitaria Politécnica de La Almunia (EUPLA), que actúa como motor de conocimiento, innovación y formación técnica. Su vinculación con el entorno empresarial permite una transferencia de talento y tecnología que fortalece la competitividad de la comarca.
El futuro económico de Valdejalón se proyecta con fuerza gracias a la implantación de centros de datos de gran escala, especialmente en La Muela, donde el campus de Microsoft representa una inversión estratégica que podría transformar el perfil económico de la zona. Este tipo de infraestructuras no solo generan empleo directo e indirecto, sino que también atraen nuevas inversiones, mejoran las infraestructuras y posicionan a la comarca como un nodo digital clave en el noreste peninsular.
En conjunto, Valdejalón avanza hacia un modelo económico mixto, donde la tradición agrícola convive con la industria, el comercio, la formación técnica y la innovación tecnológica, consolidando un territorio resiliente, competitivo y con visión de futuro.

## Territorio y Población
| Municipio                 | Extensión (km²) | % del total | Habitantes (2019) | Habitantes (2024) | Variación de la población | Altitud (metros) | Pedanías                                 |
| ------------------------- | --------------- | ----------- | ----------------- | ----------------- | ------------------------- | ---------------- | ---------------------------------------- |
| Almonacid de la Sierra    | 54,10           | 5,80        | 735               | 759               | Crecimiento               | 598              |                                          |
| La Almunia de Doña Godina | 56,65           | 6,07        | 7951              | 7937              | Decrecimiento             | 366              |                                          |
| Alpartir                  | 26,89           | 2,88        | 555               | 589               | Crecimiento               | 490              |                                          |
| Bardallur                 | 27,57           | 2,96        | 254               | 228               | Decrecimiento             | 276              |                                          |
| Calatorao                 | 48,02           | 5,15        | 2881              | 2906              | Crecimiento               | 346              |                                          |
| Chodes                    | 15,80           | 1,69        | 104               | 102               | Decrecimiento             | 410              | Villanueva de Jalón.                     |
| Épila                     | 194,32          | 20,83       | 4386              | 4565              | Crecimiento               | 336              | Fábrica Azucarera, Santuario de Rodanas. |
| Lucena de Jalón           | 10,31           | 1,10        | 240               | 224               | Decrecimiento             | 324              | Berbedel.                                |
| Lumpiaque                 | 29,55           | 3,17        | 814               | 862               | Crecimiento               | 310              |                                          |
| Morata de Jalón           | 45,87           | 4,92        | 1079              | 1082              | Crecimiento               | 415              |                                          |
| La Muela                  | 143,49          | 15,38       | 5784              | 6564              | Crecimiento               | 600              | Alto de La Muela.                        |
| Plasencia de Jalón        | 34,72           | 3,72        | 306               | 382               | Crecimiento               | 274              | La Venta.                                |
| Ricla                     | 90,70           | 9,72        | 2847              | 2949              | Crecimiento               | 364              |                                          |
| Rueda de Jalón            | 107,20          | 11,49       | 310               | 325               | Crecimiento               | 301              |                                          |
| Salillas de Jalón         | 2,54            | 0,27        | 315               | 359               | Crecimiento               | 330              |                                          |
| Santa Cruz de Grío        | 19,65           | 2,11        | 116               | 104               | Decrecimiento             | 712              | Aldehuela de Grío.                       |
| Urrea de Jalón            | 25,46           | 2,73        | 418               | 440               | Crecimiento               | 284              |                                          |
| Total                     | 932,84          |             | 29095             | 30377             |                           |                  |                                          |

## Patrimonio de la Humanidad en Valdejalón
El 14 de diciembre de 2001, el cómite de la Unesco declaró el Mudéjar aragonés como bien singular e irremplazable para la humanidad. En Valdejalón esta es la lista de monumentos mudéjares.
- Iglesia de Nuestra Señora de la Asunción. La Almunia de Doña Godina
- Alfarje del coro de la ermita de Cabañas. La Almunia de Doña Godina
- Techumbres del palacio del Conde de Aranda. Épila
- Torre de la iglesia de San Francisco de Asis. Lumpiaque
- Torre de la iglesia de San Clemente. La Muela
- Torre de iglesia de la Asunción de la Virgen. Ricla
- Iglesia de San Martín. Salillas de Jalón
- Torre e iglesia del Salvador. Urrea de Jalón
- Torre de la iglesia de la Virgen de la Huerta. Villanueva de Jalón (Chodes)

Otro patrimonio interesante son las casas cuevas habitadas, que se encuentra en gran cantidad en esta zona.